# Rio Chuluut
O rio Chuluut (em mongol:  Чулуут гол, rio pedregoso) é um rio que corre através dos vales dos montes Khangai, na região central da Mongólia. É um afluente do rio Ider. Possui 415 km de extensão, sua largura na foz com o rio Ider é de 80 metros, a profundidade máxima é 3 m. Ele geralmente fica congelado de novembro a abril.